# Karjasaari (ö i Mellersta Finland)
Karjasaari är en ö i Finland. Den ligger i sjön Pääjärvi och i kommunen Karstula i den ekonomiska regionen  Saarijärvi-Viitasaari och landskapet Mellersta Finland, i den centrala delen av landet, 300 km norr om huvudstaden Helsingfors. Öns area är 4,6 hektar och dess största längd är 400 meter i öst-västlig riktning.